# Sherab Zam
Sherab Zam (Kashithang, 10 ottobre 1983) è un'ex arciera bhutanese.
Ha rappresentato il Bhutan ai giochi olimpici di Londra 2012.

## Biografia
Sherab Zam ha iniziato a praticare il tiro con l'arco nel 2005, ed ha fatto poi il suo esordio internazionale nel 2008.

### Olimpiadi
La Zam ha fatto parte della piccola delegazione bhutanese ai giochi di Londra 2012, tutta al femminile, che oltre a lei contava sulla sola tiratrice Kunzang Choden, ed è stata la portabandiera alla cerimonia di apertura. La sua allenatrice era Tshering Chhoden, che a sua volta aveva partecipato a due olimpiadi estive (Sydney 2000 e Atene 2004). Prima dei giochi, le due si erano allenate dapprima nei Paesi Bassi nell'ambito di un programma di scambio culturale tra i due paesi, e successivamente all'Università di Warwick.
Nel turno di qualificazione ottenne la 61ª posizione, con 589 punti. Ai trentaduesimi affrontò la statunitense Khatuna Lorig, che la sconfisse nettamente (0-6).

### Mondiali
Sherab Zam ha preso parte a due edizioni dei campionati mondiali di tiro con l'arco. Nel 2009 in Corea del Sud ha ottenuto l'85ª posizione nel turno di qualificazione, ed è stata poi sconfitta al primo turno dalla colombiana Ana Maria Rendon, classificandosi all'81º posto complessivo.
Quattro anni più tardi, ai mondiali disputati in Turchia, fu 91ª nel turno di qualificazione e fu sconfitta al primo turno dalla giapponese Kaori Kawanaka, futura campionessa asiatica (nel 2011) e medaglia di bronzo olimpica (nel 2012) a squadre.
Nel 2013 oltreché nell'individuale la Zam ha gareggiato anche nelle gare a squadre: nella gara a squadre miste, in coppia con Nima Wangdi, la squadra bhutanese chiuse il round di qualificazione al quarantaseiesimo ed ultimo posto, mancando quindi l'accesso alla fase ad eliminazione diretta. Nella gara femminile, in cui la squadra era composta dalla Zam, da Karma e da Younten Zangmo, le atlete bhutanesi furono trentaduesime ed ultime.

### Ritiro
Sherab Zam si è ritirata nel gennaio del 2014, divenendo assistente allenatore della nazionale.